# Дошниця
Дошниця (пол. Desznica) — лемківське село в Польщі, у гміні Новий Змигород Ясельського повіту Підкарпатського воєводства.
Населення — 332 особи (2011).

## Розташування
Лежить на північних схилах Низьких Бескидів на берегах потоку Рий (колись називався Дошницянка) — лівої притоки річки Віслока.
Знаходиться за 9 км до центру гміни села Новий Змигород, 24 км до повітового центру Ясло і 57 км до воєводського центру Ряшева, за 15 км від словацького кордону.

## Історія
Згадується в 1540 р. село на волоському праві у власності Стадницьких. Податковий реєстр 1581 р. засвідчує 3 селянські лани і господарство солтиса.
В 1785 р. проживало 375 осіб, з них 9 євреїв і 2 латинники.
В 1790 р. взамін згорілої дерев'яної збудовано нову муровану церкву святого Вмч. Димитрія (відпустна Воздвиження Чесного Хреста).
Парафіяльна школа служила також і для сіл Явір'я і Галбів. В 1841 р. в ній учителював Іван Скимбович. В 1888 р. в центрі села споруджено нову 4-класну школу.
У 1884 р. панський маєток було розпарцельовано (розпродано) між селянами, що значно збільшило їхні можливості працевлаштування. Однак надлишок трудових рук неминуче вів до еміграції у США і Канаду. Так, у 1909 р. з села за океан емігрували 103 особи.
Значно покращило розвиток села будівництво під керівництвом інженера Ліпчинського в 1896—1904 рр. дороги першого класу з Кутів до Святкової Великої через Дошницю.
В 1900 р. було 88 господарств і 473 особи.
На початку Першої світової війни проведена мобілізація та в Талергоф за москвофільство були вивезені кілька осіб, а священик Олександр Сілецький невдовзі там помер. В 1915 р. на території села точилися запеклі бої, від яких постраждали село і церква. Разом з російськими військами втекла частина молодих людей, які за деякий час повернулись і були мобілізовані на італійський фронт.
В 1921 р. в селі проживала 441 особа (421 греко-католик, 4 римо-католики і 8 юдеїв). Єврейська родина тримала корчму і магазин; ще один магазин тримала лемківська родина).
В 1924 р. проведено комасацію (впорядкування і перерозподіл) землі.
Тилявська схизма призвела до переходу до Польської православної церкви 200 жителів, які в 1928 р. збудували православну церкву (була однією з п'яти філій парафії у Львові, зруйнована під час боїв у 1944—1945 рр.).
В 1929 р. відкрита москвофільська читальня імені Качковського.
В 1931 р. було 92 будинки і 520 жителів.
За німців солтисом був Антон Терпак. На початку 1940 р. було 109 господарств. 4 серпня 1944 р. польськими шовіністами був убитий о. Микола Яськевич (його надгробок знаходиться біля церкви), після нього вже не було в селі греко-католицького пароха. Восени 1944 р. фронт зупинився за 5 км від села і німці за один день вигнали всіх жителів чотирьох сіл: Дошниці, Галбова, Котані та Явір'я. Родини без малих дітей вивезли на роботи до Німеччини, а решту відправили на будівництво оборонних споруд у Карпатах.
До 1945 року було майже чисто лемківське населення: з 570 жителів села — 565 українців і 5 поляків.
До 1945 р. в селі була греко-католицька парохія Дуклянського деканату, до якої також входили Березова, Галбів, Явір'я, Скальник і Кути. Метричні книги провадились від 1784 р.
Після проходження фронту більшість хат були спалені або розібрані, згоріла православна церква. Не було, що їсти й де жити, тому більшість були задурені обіцянкою будинків, землі, хліба і добробуту й погодились в 1945 р. на переселення в СРСР. Забрали з собою частину внутрішнього облаштування православної церкви і виїхали здебільшого в околиці Калуша. А решта — 42 особи в 1947 році в результаті операції «Вісла» були депортовані на понімецькі землі Польщі, на їх місце були поселені поляки. Греко-католицьку церкву в тому ж 1947 р. забрали поляки під костел.
У 1975—1998 роках село належало до Кросненського воєводства.

## Демографія
Демографічна структура станом на 31 березня 2011 року:
|          | Загалом | Допрацездатний вік | Працездатний вік | Постпрацездатний вік |
| -------- | ------- | ------------------ | ---------------- | -------------------- |
| Чоловіки | 173     | 51                 | 115              | 7                    |
| Жінки    | 159     | 35                 | 98               | 26                   |
| Разом    | 332     | 86                 | 213              | 33                   |

## Пам'ятки
- Колишня греко-католицька церква св. Вмч. Димитрія.
- Поряд із церквою є цвинтар з 35 могил німецьких і російських вояків, полеглих з грудня 1914 до травня 1915 р. під час Першої світової війни.